# Manuel Licea
Manuel « Puntillita » Licea, né le 4 janvier 1927 à Yareyal, dans la province de Holguín et mort le 4 décembre 2000 à La Havane, est un chanteur cubain.

## Biographie
Manuel Licea a commencé à chanter à sept ans et a rejoint l'orchestre Liceo en 1941.
Il a été énormément populaire dans les années 1950 comme chanteur principal avec certains des plus grands orchestres de La Havane, notamment : Adolfo Guzman, Roberto Faz et Cascarito.
Il a également chanté avec la légendaire Sonora Matancera.
Il est spécialisé dans le son cubain et le boléro.